# Neriidae
Famille
Les Neriidae sont une famille de diptères muscomorphe.

## Liste des genres
Selon BioLib (26 mai 2019) :
- genre Cerantichir Enderlein, 1922
- genre Derocephalus Enderlein, 1922
- genre Glyphidops
- genre Longina Wiedemann, 1830
- genre Neria Robineau-Desvoidy, 1830
- genre Odontoloxozus
- genre Telostylinus Enderlein, 1922